# Tlaltenango Arriba
Tlaltenango Arriba är en ort, belägen mellan Temoaya och Pothé i kommunen Temoaya i delstaten Mexiko i Mexiko. Samhället hade 993 invånare vid folkräkningen 2020.